# Massaliasuchus
Massaliasuchus é um gênero extinto de crocodiliano que é conhecido a partir de fósseis encontrados nas rochas do Cretáceo Superior da era Santoniana-Campaniana do sudeste da França. Fósseis pertencendo a este gênero foram publicados em 1869 por Matheron como Crocodilus affuvelensis. O nome do novo gênero foi dado a ele em 2008 por Jeremy Martin e Eric Buffetaut. O Massaliasuchus parece ter sido relacionado aos aligatoróides primitivos. É conhecido a partir de restos, incluindo os ossos do crânio.